# Stenocephaloon metallicum
Stenocephaloon metallicum is een keversoort uit de familie Stenotrachelidae. De wetenschappelijke naam van de soort is voor het eerst geldig gepubliceerd in 1932 door Pic.